# Crypturellus cinnamomeus
A Crypturellus cinnamomeus a tinamualakúak (Tinamiformes) rendjébe, ezen belül a tinamufélék (Tinamidae) családjába tartozó faj.

## Rendszerezése
A fajt René Primevère Lesson francia ornitológus írta le 1842-ben, a Tinamus nembe Tinamus (Nothura) cinnamomea néven.

## Alfajai
- Crypturellus cinnamomeus cinnamomeus (Lesson, 1842)
- Crypturellus cinnamomeus delattrii (Bonaparte, 1854)
- Crypturellus cinnamomeus goldmani (Nelson, 1901)
- Crypturellus cinnamomeus mexicanus (Salvadori, 1895)
- Crypturellus cinnamomeus occidentalis (Salvadori, 1895)
- Crypturellus cinnamomeus praepes (Bangs & J. L. Peters, 1927)
- Crypturellus cinnamomeus sallaei (Bonaparte, 1856)
- Crypturellus cinnamomeus soconuscensis Brodkorb, 1939
- Crypturellus cinnamomeus vicinior Conover, 1933[2]

## Előfordulása
Mexikó, Belize, Costa Rica, Guatemala, Honduras, Nicaragua és Salvador területén honos. Természetes élőhelyei a szubtrópusi és trópusi síkvidéki esőerdők, száraz erdők és cserjések. Állandó, nem vonuló faj.

## Megjelenése
Testhossza 30 centiméter.

## Életmódja
Leesett gyümölcsökkel, bogyókkal, magvakkal és rovarokkal, hangyákkal, termeszekkel, bogarakkal és lepkékkel táplálkozik.

## Természetvédelmi helyzete
Az elterjedési területe rendkívül nagy, egyedszáma csökkenő, de még nem éri el a kritikus szintet. A Természetvédelmi Világszövetség Vörös listáján nem fenyegetett fajként szerepel.